# American Gun (film 2005)
American Gun è un film drammatico del 2005, diretto da Aric Avelino, con Marcia Gay Harden, Donald Sutherland e Forest Whitaker.
Il film tratta della disponibilità di armi da fuoco, da parte dei cittadini statunitensi.

## Trama
Il film ruota su alcune storie riguardanti l'uso improprio della armi da fuoco in America.

In Virginia, il vecchio proprietario di una armeria (Donald Sutherland) assume la nipote e la vede farsi affascinare dalle armi che vende. A Chicago, un preside (Forest Whitaker) si batte per tenere le armi e la violenza fuori dalla sua scuola. Nell'Oregon, una madre si dispera nell'anniversario della strage che il figlio ha compiuto a scuola, prima di suicidarsi. Anche un poliziotto (Tony Goldwyn) ha problemi di coscienza per il suo mancato intervento in quello stesso tragico episodio.

## Distribuzione
Il film non è uscito nelle sale cinematografiche italiane. È stato distribuito (nel 2008) direttamente in DVD.